# ثيربانيس

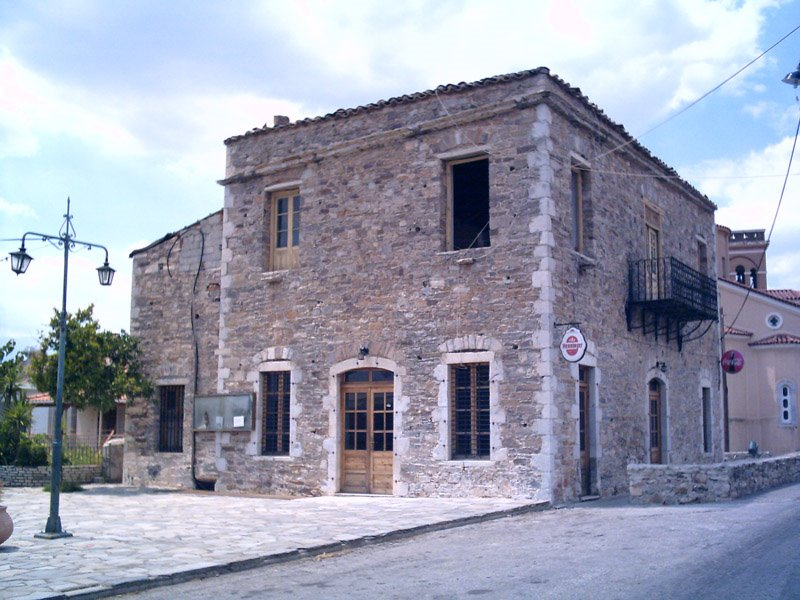

ثيربانيس ((باليونانية: Θεράπνες))، قديماً كانت تُدعي ثيربناس ((بالإغريقية: Θεράπνη))هي وحدة البلدية (ديموتيكي إينتويتا) من بلدية (ديموس) في إسبرطة داخل الوحدة الإقليمية (بيرافيراكي إينتويتا) من لاكونيا في منطقة (بورفيريا) البيلوبونيز، واحدة من 13 منطقة التي تم تقسيم اليونان عليها. وحدة البلدية تبلغ مساحتها 261.711 كم2. قبل عام 2011 كانت ثيربانيس عبارة عن ديموس لاكونيا وفقًا للقانون 2539 لعام 1997، خطة كابوديسترياس. كان مقعدها جيكوريستا، والتي ليست كذلك الآن.

## روابط خارجية
- Mixalis، Leimonitis. "Agrianoi". Panoramio. مؤرشف من الأصل في 2016-10-15. اطلع عليه بتاريخ 2011-08-29.
- EEconomos. "Chryssafa". Panoramio. مؤرشف من الأصل في 2016-10-13. اطلع عليه بتاريخ 2011-08-29.
- Mixalis، Leimonitis. "Goritsa". Panoramio. مؤرشف من الأصل في 2016-10-13. اطلع عليه بتاريخ 2011-08-29.
- Apostoleli، Elpida. "Menelaion". Panoramio. مؤرشف من الأصل في 2012-11-06. اطلع عليه بتاريخ 2010-08-29.
- Aristotelis، Tzanakos. "Zoupena (now Agrioi Anargyroi)". Panoramio. مؤرشف من الأصل في 2016-10-15. اطلع عليه بتاريخ 2011-08-29.
- "The Menelaion [at ancient Therapne]". Regional Guide of Peloponnese. Information Society in Greece. مؤرشف من الأصل في 2019-12-15. اطلع عليه بتاريخ 2011-08-29.